# モロッコサハラ
モロッコ領サハラ（モロッコりょうサハラ、アラビア語: الصحراء المغربية, フランス語: Sahara marocain）もしくは 南部諸州（なんぶしょしゅう、アラビア語: الأقاليم الجنوبية, フランス語: Provinces du Sud）は、モロッコがリオ・デ・オロとサギア・エル・ハムラに関して西サハラに対して使用している名称である。
1975年のスペインとのマドリード協定の後で、モロッコはサギア・エル・ハルマとリオ・デ・オロの北部の支配権を握り、モーリタニアはリオ・デ・オロの残りの部分、ティリス・アル・ガルビーヤの支配権をもった。サハラ人の政治的運動であるポリサリオ戦線が、アルジェリア政府の支援の下、独立を勝ち取るためにゲリラ活動を開始した。これによりフランスの支援にもかかわらず、1979年にモーリタニアはこの地域を手放した。モロッコは同様にサギア・エル・ハムラの残りの部分の支配権を奪った。
国際連合によって発起された1991年の停戦合意から、この地域のほとんどの部分はモロッコに統治されている。ポリサリオ戦線は人がほとんど住まない残りの大半の支配を主張している。 停戦ラインは砂の壁と一致している。どちらも完全な形の領土を主張している。サハラ・アラブ民主共和国は53の国から承認されており、アフリカ連合の完全なメンバーである。モロッコの領土保全は明確にアラブ連盟から認められている。
管理上、モロッコは行政単位（wilayas）へと支配下の地域を分けた。3つの行政単位、ブジャドゥール、スマラ、アイウンのために旗と紋章が作られた。これらはさらに変更され、ダクラを加えた4つとなった。1990年、al-Dhahab (リオ・デ・オロ)が加えられた。